# Primera División 1985/86
Die Primera División 1985/86 war die 55. Spielzeit der höchsten spanischen Fußballliga. Sie startete am 31. August 1985 und endete am 20. April 1986.
Vier Spieltage vor Saisonende wurde Real Madrid zum 21. Mal spanischer Meister.

## Vor der Saison
- Als Titelverteidiger ging der 10-malige Meister FC Barcelona ins Rennen. Letztjähriger Vizemeister wurde Atlético Madrid.
- Aufgestiegen aus der Segunda División sind UD Las Palmas, FC Cádiz und Celta Vigo.

## Vereine
| Verein            | Stadt         | Stadion                       |
| ----------------- | ------------- | ----------------------------- |
| Hércules Alicante | Alicante      | Estadio José Rico Pérez       |
| FC Barcelona      | Barcelona     | Camp Nou                      |
| Español Barcelona | Barcelona     | Estadi Sarrià                 |
| Athletic Bilbao   | Bilbao        | Estadio San Mamés             |
| FC Cádiz          | Cádiz         | Estadio Ramón de Carranza     |
| Sporting Gijón    | Gijón         | El Molinón                    |
| UD Las Palmas     | Las Palmas    | Estadio Insular               |
| Real Madrid       | Madrid        | Estadio Santiago Bernabéu     |
| Atlético Madrid   | Madrid        | Estadio Vicente Calderón      |
| CA Osasuna        | Pamplona      | Estadio El Sadar              |
| Real Sociedad     | San Sebastián | Estadio de Atotxa             |
| Racing Santander  | Santander     | Estadio El Sardinero          |
| Real Saragossa    | Saragossa     | La Romareda                   |
| Betis Sevilla     | Sevilla       | Estadio Benito Villamarín     |
| FC Sevilla        | Sevilla       | Estadio Ramón Sánchez Pizjuán |
| FC Valencia       | Valencia      | Estadio Luis Casanova         |
| Real Valladolid   | Valladolid    | Estadio José Zorrilla         |
| Celta Vigo        | Vigo          | Estadio Balaídos              |

## Abschlusstabelle
| Pl. | Verein              | Sp. | S  | U  | N  | Tore    | Diff. | Punkte |
| --- | ------------------- | --- | -- | -- | -- | ------- | ----- | ------ |
| 1.  | Real Madrid         | 34  | 26 | 4  | 4  | 083:330 | +50   | 56:12  |
| 2.  | FC Barcelona (M)    | 34  | 18 | 9  | 7  | 061:360 | +25   | 45:23  |
| 3.  | Athletic Bilbao     | 34  | 17 | 9  | 8  | 044:310 | +13   | 43:25  |
| 4.  | Real Saragossa      | 34  | 15 | 12 | 7  | 051:340 | +17   | 42:26  |
| 5.  | Atlético Madrid (P) | 34  | 17 | 8  | 9  | 053:380 | +15   | 42:26  |
| 6.  | Sporting Gijón      | 34  | 13 | 15 | 6  | 037:270 | +10   | 41:27  |
| 7.  | Real Sociedad       | 34  | 17 | 5  | 12 | 064:510 | +13   | 39:29  |
| 8.  | Betis Sevilla       | 34  | 11 | 13 | 10 | 040:400 | ±0    | 35:33  |
| 9.  | FC Sevilla          | 34  | 12 | 10 | 12 | 039:340 | +5    | 34:34  |
| 10. | Real Valladolid     | 34  | 13 | 6  | 15 | 054:480 | +6    | 32:36  |
| 11. | Español Barcelona   | 34  | 11 | 9  | 14 | 043:400 | +3    | 31:37  |
| 12. | Racing Santander    | 34  | 10 | 11 | 13 | 033:340 | −1    | 31:37  |
| 13. | UD Las Palmas (N)   | 34  | 9  | 9  | 16 | 037:650 | −28   | 27:41  |
| 14. | CA Osasuna          | 34  | 9  | 9  | 16 | 024:330 | −9    | 27:41  |
| 15. | FC Cádiz (N)        | 34  | 9  | 8  | 17 | 030:580 | −28   | 26:42  |
| 16. | FC Valencia         | 34  | 8  | 9  | 17 | 038:620 | −24   | 25:43  |
| 17. | Hércules Alicante   | 34  | 8  | 6  | 20 | 035:620 | −27   | 22:46  |
| 18. | Celta Vigo (N)      | 34  | 5  | 4  | 25 | 032:720 | −40   | 14:54  |

Platzierungskriterien: 1. Punkte – 2. Direkter Vergleich (Punkte, Tordifferenz, geschossene Tore) – 3. Tordifferenz – 4. geschossene Tore

| (M) | amtierender Meister              |
| (P) | amtierender Pokalsieger          |
| (N) | Neuaufsteiger der letzten Saison |

## Kreuztabelle
| 1985/86           | Real Madrid | FC Barcelona | Athletic Bilbao | Real Saragossa | Atlético Madrid | Sporting Gijón | Real Sociedad | Betis Sevilla | FC Sevilla | Real Valladolid | Español Barcelona | Racing Santander | UD Las Palmas | CA Osasuna | FC Cádiz | FC Valencia | Hércules Alicante | Celta Vigo |
| ----------------- | ----------- | ------------ | --------------- | -------------- | --------------- | -------------- | ------------- | ------------- | ---------- | --------------- | ----------------- | ---------------- | ------------- | ---------- | -------- | ----------- | ----------------- | ---------- |
| Real Madrid       |             | 3:1          | 2:0             | 1:0            | 2:1             | 2:1            | 1:0           | 4:1           | 2:1        | 2:1             | 4:1               | 1:0              | 5:1           | 2:0        | 3:1      | 5:0         | 4:0               | 4:0        |
| FC Barcelona      | 2:0         |              | 3:1             | 2:0            | 2:1             | 2:0            | 2:3           | 1:2           | 0:0        | 4:0             | 0:0               | 2:0              | 3:1           | 2:2        | 1:0      | 3:0         | 3:1               | 1:1        |
| Athletic Bilbao   | 1:2         | 2:1          |                 | 1:1            | 1:1             | 2:0            | 2:0           | 2:1           | 3:1        | 3:3             | 1:0               | 3:0              | 1:1           | 2:0        | 2:0      | 2:2         | 1:0               | 3:1        |
| Real Saragossa    | 1:1         | 1:3          | 0:1             |                | 0:0             | 0:0            | 3:1           | 1:1           | 1:1        | 1:0             | 1:0               | 1:0              | 4:0           | 1:1        | 3:0      | 2:1         | 1:0               | 6:0        |
| Atlético Madrid   | 0:1         | 2:1          | 3:1             | 0:2            |                 | 1:1            | 3:1           | 2:1           | 3:0        | 1:4             | 2:0               | 2:0              | 1:0           | 1:0        | 2:1      | 5:0         | 1:0               | 3:1        |
| Sporting Gijón    | 0:2         | 1:1          | 1:0             | 2:2            | 1:1             |                | 0:0           | 0:0           | 2:1        | 3:0             | 1:1               | 2:0              | 1:0           | 1:2        | 2:2      | 1:0         | 3:1               | 2:0        |
| Real Sociedad     | 5:3         | 1:5          | 1:0             | 2:0            | 2:3             | 2:1            |               | 2:2           | 1:0        | 2:1             | 1:0               | 1:1              | 6:0           | 1:0        | 4:0      | 6:0         | 6:0               | 1:1        |
| Betis Sevilla     | 2:2         | 1:1          | 2:0             | 0:1            | 2:2             | 1:1            | 1:3           |               | 1:0        | 1:1             | 1:0               | 1:1              | 1:1           | 1:0        | 4:1      | 0:0         | 1:0               | 3:2        |
| FC Sevilla        | 2:2         | 0:0          | 0:0             | 0:0            | 2:1             | 0:0            | 3:1           | 1:0           |            | 1:0             | 1:1               | 0:1              | 4:0           | 1:0        | 3:0      | 0:2         | 0:0               | 2:1        |
| Real Valladolid   | 3:2         | 2:2          | 0:1             | 1:1            | 2:1             | 0:1            | 4:1           | 4:2           | 2:0        |                 | 1:0               | 1:0              | 4:2           | 1:0        | 3:0      | 3:3         | 3:1               | 4:0        |
| Español Barcelona | 1:2         | 5:3          | 1:0             | 1:2            | 1:2             | 0:0            | 2:2           | 2:0           | 4:2        | 2:1             |                   | 2:0              | 2:0           | 0:1        | 5:0      | 2:1         | 4:1               | 1:0        |
| Racing Santander  | 1:1         | 0:0          | 0:0             | 2:3            | 2:0             | 0:1            | 2:0           | 1:1           | 1:0        | 1:1             | 2:2               |                  | 0:0           | 1:0        | 3:0      | 2:2         | 4:1               | 3:0        |
| UD Las Palmas     | 4:3         | 3:0          | 2:2             | 2:2            | 1:3             | 1:3            | 1:2           | 1:0           | 2:5        | 1:0             | 3:1               | 1:0              |               | 0:0        | 2:2      | 2:0         | 2:1               | 1:1        |
| CA Osasuna        | 0:1         | 0:1          | 0:1             | 2:1            | 1:1             | 1:2            | 1:2           | 1:0           | 0:0        | 2:1             | 2:0               | 1:1              | 0:1           |            | 0:0      | 2:0         | 1:0               | 2:1        |
| FC Cádiz          | 1:3         | 1:3          | 1:1             | 1:3            | 2:0             | 0:0            | 3:0           | 0:0           | 0:4        | 1:0             | 0:0               | 2:1              | 1:0           | 2:0        |          | 2:3         | 2:0               | 1:0        |
| FC Valencia       | 0:3         | 1:2          | 1:2             | 4:2            | 1:1             | 1:1            | 3:1           | 0:2           | 0:1        | 2:1             | 0:0               | 0:1              | 1:1           | 1:1        | 1:0      |             | 3:1               | 3:1        |
| Hércules Alicante | 0:3         | 1:2          | 0:1             | 2:2            | 2:2             | 0:1            | 2:0           | 2:3           | 2:1        | 1:0             | 1:1               | 1:0              | 2:0           | 1:1        | 1:1      | 3:2         |                   | 5:2        |
| Celta Vigo        | 1:5         | 0:2          | 0:1             | 1:2            | 0:1             | 1:1            | 1:3           | 0:1           | 1:2        | 3:2             | 2:1               | 1:2              | 4:0           | 2:0        | 1:2      | 1:0         | 1:2               |            |

## Nach der Saison
Internationale Wettbewerbe
- 1. – Real Madrid – Europapokal der Landesmeister
- 2. – FC Barcelona – UEFA-Pokal
- 3. – Athletic Bilbao – UEFA-Pokal
- 5. – Atlético Madrid – UEFA-Pokal
- Gewinner der Copa del Rey – Real Saragossa – Europapokal der Pokalsieger

Absteiger in die Segunda División
- 18. – FC Valencia
- 19. – Hércules Alicante
- 20. – Celta Vigo

Aufsteiger in die Primera División
- Real Murcia
- CE Sabadell
- RCD Mallorca

## Pichichi-Trophäe
Die Pichichi-Trophäe wird jährlich für den besten Torschützen der Spielzeit vergeben.
| Pl. | Nat.        | Spieler          | Verein          | Tore |
| --- | ----------- | ---------------- | --------------- | ---- |
| 1   | Mexiko      | Hugo Sánchez     | Real Madrid     | 22   |
| 2   | Spanien     | José Mari Bakero | Real Sociedad   | 16   |
|     | Argentinien | Jorge Valdano    | Real Madrid     | 16   |
| 4   | Spanien     | Juan Señor       | Real Saragossa  | 15   |
| 5   | Argentinien | Mario Cabrera    | Atlético Madrid | 13   |
|     | Uruguay     | Jorge da Silva   | Atlético Madrid | 13   |
|     | Spanien     | Pedro Uralde     | Real Sociedad   | 13   |

## Die Meistermannschaft von Real Madrid
| 1.          | Real Madrid |
| Real Madrid | - Tor: José Manuel Ochotorena (23/-); Agustín (12/-) - Abwehr: Chendo (30/-); José Antonio Camacho (29/-); Antonio Maceda (28/5); Manolo Sanchís (28/1); José Antonio Salguero (14/1); Jesús Solana (4/-) - Mittelfeld: Míchel (31/7); Ricardo Gallego (31/2); Rafael Gordillo (22/1); Rafael Martín Vázquez (17/3); Isidoro San José (6/-); Francis (1/-) - Sturm: Hugo Sánchez (33/22); Jorge Valdano (32/16); Emilio Butragueño (31/10); Juanito (28/4); Santillana (27/4); Cholo (8/3) - Trainer: Luis Molowny |